# Гіпотеза мімічного зворотного зв'язку
Гіпотеза мімічного зворотного зв'язку, яка бере свій початок у припущеннях Чарлза Дарвіна та Вільяма Джеймса, полягає в тому, що вираз обличчя людини безпосередньо впливає на її емоційний досвід. Зокрема, фізіологічна активація областей обличчя, пов'язаних із певними емоціями, має прямий вплив на виявлення таких емоційних станів, а відсутність або гальмування активації обличчя призведе до придушення (або повної відсутності) відповідних емоційних станів.
Варіанти гіпотези мімічного зворотного зв'язку відрізняються залежно від того, наскільки залучення до даного виразу обличчя відіграє роль у модуляції афективного досвіду. Зокрема, «сильна» версія (міміка є вирішальним фактором у тому, чи відбудеться емоційне сприйняття чи ні) і «слабка» версія (вираз обличчя відіграє обмежену роль у впливі на афект). Хоча існує безліч досліджень щодо гіпотези мімічного зворотного зв'язку та її варіацій, лише слабка версія здобула суттєву підтримку, тому широко припускають, що вираз обличчя, ймовірно, має незначний полегшуючий вплив на емоційний досвід. Проте метааналіз 2019 року, який загалом підтвердив невеликі, але значні ефекти, виявив більші розміри ефекту за відсутності емоційних стимулів, що свідчить про те, що зворотний зв'язок обличчя має сильніший ініціюючий ефект, а не модулюючий.
Подальші докази довели, що мімічний зворотний зв'язок не є важливим для виникнення афективних станів. Це відображено в дослідженнях, що вивчають емоційний досвід у пацієнтів із лицьовим паралічем у порівнянні з учасниками без захворювання. Результати цих досліджень зазвичай показують, що емоційні переживання не відрізняються суттєво в неминучій відсутності виразу обличчя в пацієнтів із лицьовим паралічем.

## Фон

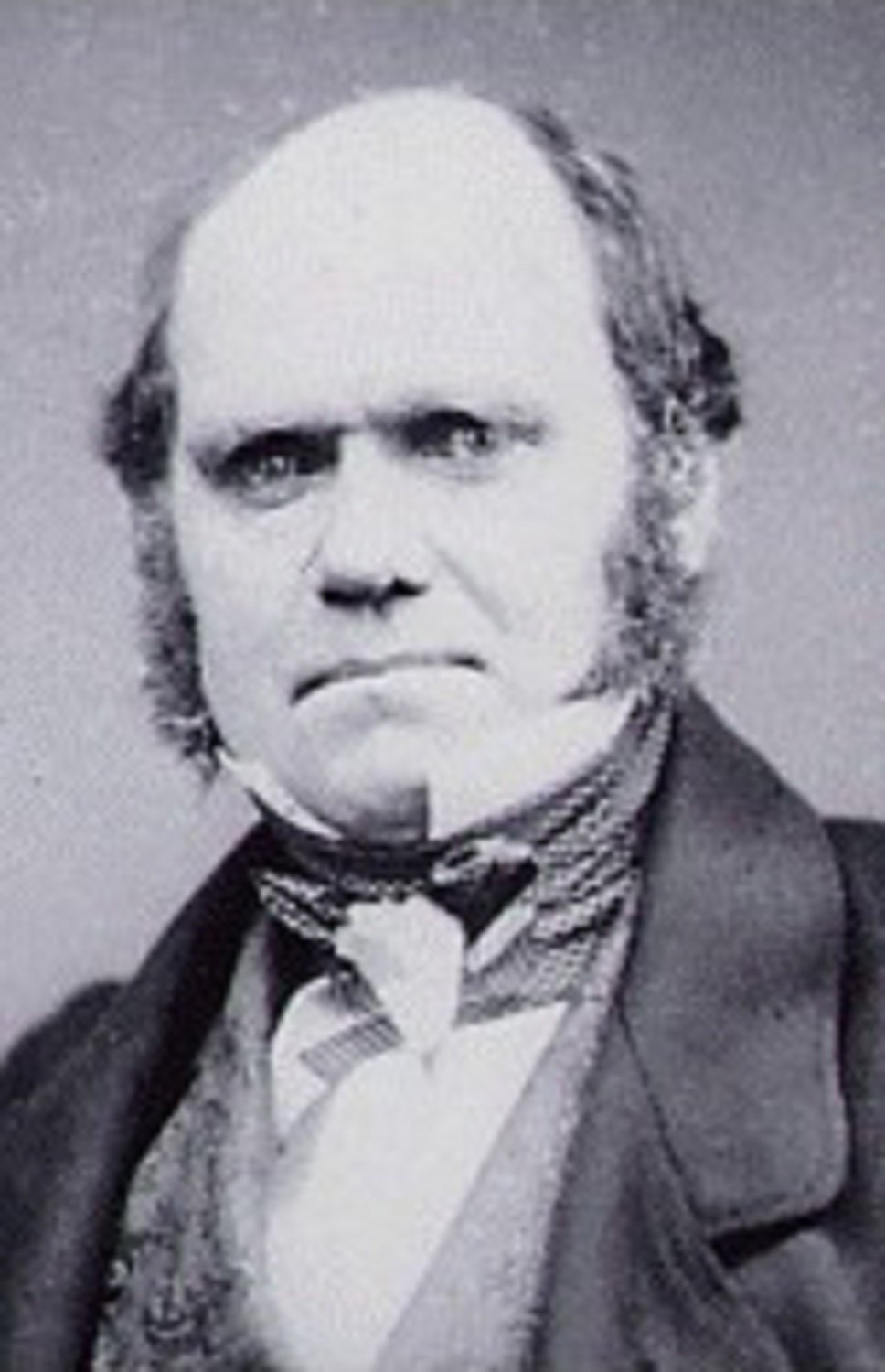
Чарлз Дарвін

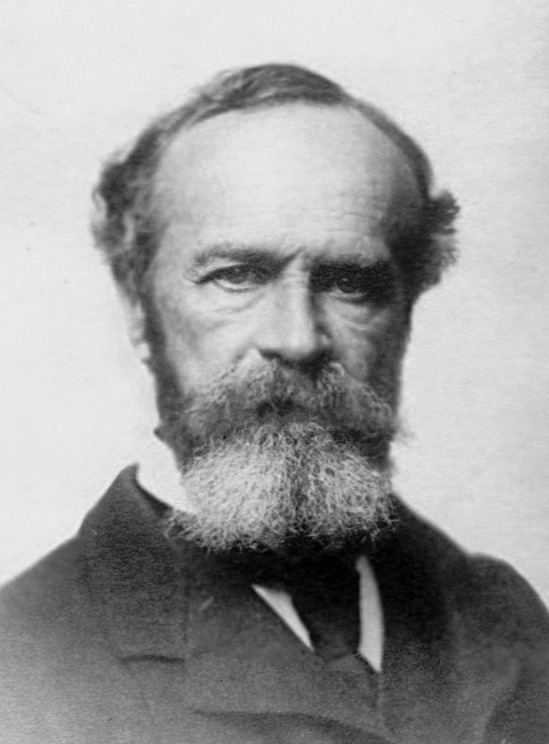
Вільям Джеймс

Чарлз Дарвін був одним із перших, хто припустив, що фізіологічні зміни, спричинені емоцією, безпосередньо впливають на, а не є лише наслідком цієї емоції. Він написав:
Вільне вираження зовнішніми ознаками емоції підсилює її. З іншого боку, придушення, наскільки це можливо, усіх зовнішніх ознак пом'якшує наші емоції… Навіть симуляція емоції має тенденцію викликати її в нашій свідомості.:366
Підтримуючи цю тезу, Вільям Джеймс (який також був основним автором пов'язаної теорії Джеймса — Ланге) запропонував, що замість загальноприйнятої думки емоційний стан призводить до м'язової експресії, пропріоцепція, активована стимулом, «є емоцією».:449 і якщо хтось «відмовляється виражати пристрасть… це вмирає».:463 Іншими словами, за відсутності усвідомлення руху тіла існує лише інтелектуальна думка, унаслідок чого розум позбавлений емоційного тепла.
Упродовж цього періоду положенням, кульмінацією яких стала гіпотеза мімічного зворотного зв'язку, не вистачало доказів, окрім обмежених досліджень поведінки тварин і досліджень людей із серйозними порушеннями емоційного функціонування. Формалізовані дослідження пропозицій Дарвіна та Джеймса зазвичай не проводилися до другої половини 1970-х і 1980-х років; майже через століття після першої пропозиції Дарвіна на цю тему. Крім того, термін «гіпотеза мімічного зворотного зв'язку» не був популяризований у дослідженнях приблизно до 1980 року, з першим визначенням гіпотези: «зворотний зв'язок скелетних м'язів від виразу обличчя відіграє причинну роль у регулюванні емоційних переживань і поведінки».

## Розвиток теорії
У той час як Джеймс включив вплив усіх тілесних змін на створення емоцій, «включаючи серед них внутрішні, м'язові та шкірні ефекти».:252 Сучасні дослідження в основному зосереджені на ефектах м'язової діяльності обличчя. Одним із перших, хто зробив це, Сільван Томкінс писав у 1962 році, що «обличчя виражає вплив як на інших, так і на себе за допомогою зворотного зв'язку, який є швидшим і складнішим, ніж будь-яка стимуляція, на яку здатні повільніші вісцеральні органи».:255
Стали часто посилатися на дві версії гіпотези мімічного зворотного зв'язку, хоча іноді між ними не було ясної різниці.
- Слабка версія, що бере свій початок у працях Дарвіна, припускає, що вираз обличчя модулює емоційні стани незначним і обмеженим чином. Томас МакКенн і Джудіт Андерсон (1987)[12] наказали учасникам уявити приємні або неприємні образи, у той час як вони збільшували або пригнічували активність певних м'язових областей обличчя, відповідальних за посмішку або хмуріння: відповідно, області виличної та гофрованої м'язів. Передбачається, що подальша зміна емоційної реакції учасників сталася в результаті навмисного маніпулювання вищезазначеними ділянками м'язів обличчя.
- Сильна варіація, яка збігається з постуляціями Джеймса, означає, що мімічний зворотний зв'язок незалежно і головним чином відповідає за виникнення та сприйняття емоційного стану.[3]

Після публікації Дарвіна та Джеймса було проведено широкі дослідження гіпотези мімічного зворотного зв'язку, причому численні дослідження були значною мірою визначальними для того, як визначається, перевіряється та приймається гіпотеза мімічного зворотного зв'язку, причому деякі з найбільш помітних досліджень були проведені в 1970-ті і 1980-ті роки — період часу, який був вирішальним для сучасного розвитку гіпотези мімічного зворотного зв'язку. Наприклад, одне з найвпливовіших — якщо не найвпливовіших — досліджень гіпотези мімічного зворотного зв'язку було проведено Фріцем Штраком, Леонардом Л. Мартіном і Сабіною Степпер у 1988 році. Страк, Мартін і Степпер запровадили методику, за допомогою якої дослідники змогли виміряти вплив дій посмішки та хмурняків на афект, викликавши такі вирази в непомітний для учасника спосіб, пропонуючи передбачуваний рівень контролю, який ще не використовувався в подібних дослідженнях. Це було досягнуто, попросивши кожного учасника тримати ручку між зубами (викликаючи посмішку) або між губами (викликаючи насуплені брови) під час перегляду комедійних мультфільмів. Дослідження дійшло висновку, що учасники, які посміхалися (ручка між зубами), повідомили про більшу реакцію гумору на мультфільми, ніж коли учасники тримали насуплений вираз (ручка між губами). Це дослідження виявилося дуже впливовим не тільки на широке визнання гіпотези мімічного зворотного зв'язку (наприклад, її часто цитують на вступних уроках психології), але також вплинуло на численні інші наступні дослідження щодо використання елементів процедури 1988 року.
У 2016 році було проведено масштабний звіт про зареєстровану реплікацію з метою ретельного повторення дослідження Страка, Мартіна та Степпера та перевірки гіпотези мімічного зворотного зв'язку в 17 різних лабораторіях у різних країнах і культурах. Однак це дослідження не змогло відтворити результати дослідження 1988 року, отже, не підтвердивши гіпотезу зворотного мімічного зв'язку і позбавивши сумнівів достовірність дослідження Страка, Мартіна та Степпера.
Крім того, Ланцетта та ін. (1976) провів впливове дослідження на підтримку гіпотези мімічного зворотного зв'язку, виявивши, що учасники, які гальмували демонстрацію пов'язаного з болем виразу, мали нижчу реакцію провідності шкіри (міра, яка зазвичай використовується для вимірювання активації симпатичної нервової системи або реакція на стрес) і суб'єктивні оцінки болю порівняно з учасниками, які відкрито виражали інтенсивний біль.
Однак, загалом, дослідження гіпотези мімічного зворотного зв'язку характеризується труднощами у визначенні того, як виміряти вплив виразу обличчя на афект, не попереджаючи учасника про природу дослідження, а також гарантувати, що зв'язок між активністю обличчя та відповідною емоцією є не мається на увазі в процедурі.

## Методичні питання
Спочатку гіпотеза мімічного зворотного зв'язку вивчала посилення або пригнічення ефекту міміки на емоції в контексті спонтанних, «справжніх» емоцій за допомогою стимулів. Це призвело до «нездатності дослідження з використанням спонтанної еференції для відділення кореляції від причинності».:264 Лейрд (1974) використовував прикриття (вимірювання м'язової активності обличчя за допомогою електродів), щоб викликати певне скорочення м'язів обличчя у своїх учасників, не згадуючи жодного емоційного стану. Проте вищі рейтинги смішності мультфільмів, отримані тими учасниками, яких «обдурили» посмішкою, можливо, були спричинені тим, що вони розпізнавали м'язове скорочення та відповідну емоцію: «механізм самосприйняття», який, на думку Лейрда (1974), корінь феномену мімічного зворотного зв'язку. Відчуваючи фізіологічні зміни, люди «заповнюють порожнечу», відчуваючи відповідну емоцію. У початкових дослідженнях Лейрду довелося виключити 16 % (дослідження 1) і 19 % (дослідження 2) учасників, оскільки вони усвідомили фізичний і емоційний зв'язок під час дослідження.
Інша складність полягає в тому, чи процес маніпуляції м'язами обличчя не викликав настільки сильного напруження та втоми, що вони, частково або повністю, викликали фізіологічні зміни, а згодом і емоції. Нарешті, наявність фізіологічних змін могла бути викликана або змінена когнітивним процесом.

## Експериментальне підтвердження

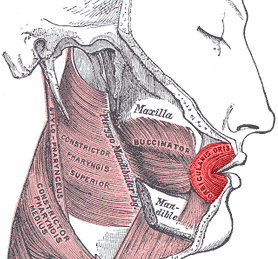
Круговий м'яз рота

Намагаючись дати чітку оцінку теорії про те, що суто фізична зміна обличчя, за участю лише певних лицьових м'язів, може призвести до емоції, Стрек, Мартин, & Степпер (1988) розробили історію, яка б гарантувала, що учасники приймають бажану позу обличчя, не маючи змоги сприйняти ні відповідну емоцію, ні справжній мотив дослідників. Коли їм сказали, що вони беруть участь у дослідженні, щоб визначити труднощі для людей, не використовуючи руки, щоб виконати певні завдання, учасники тримали ручку в роті одним із двох способів. Положення губи призведе до скорочення кругового м'яза ротової порожнини, що призведе до нахмурення. Положення зубів викликало б великий виличний м'яз або ризоріус м'яз, що призвело б до усмішки. Контрольна група тримала б ручку в недомінуючій руці. Усі мали заповнити анкету на цій позиції та оцінити складність. Останнім завданням, яке було справжньою метою тесту, була суб'єктивна оцінка кумедності мультфільму. Тест відрізнявся від попередніх методів тим, що не було емоційних станів, які можна імітувати, приховувати чи перебільшувати.
Як і передбачалося, учасники в умові «Зуби» повідомили про значно вищі рейтинги розваги, ніж ті, що проходили в умові «Губи». Прикриття та процедура виявилися дуже успішними для ініціювання необхідного скорочення м'язів без виникнення підозр, "когнітивної інтерпретації дій обличчя та уникнення значних ефектів експериментатора та замовлення. Було припущено, що для утримання ручки губами треба докласти більше зусиль, ніж зубами.
Щоб уникнути можливої проблеми з зусиллям, Zajonc, Мерфі та Інглегарт (1989) змушували суб'єктів повторювати різні голосні, провокуючи, наприклад, усмішки звуками «ах» і хмуріння звуками «ох», і знову виявили вимірний ефект мімічного зворотного зв'язку. Було виявлено, що ритуальне спів голосних посмішок є більш приємним, ніж спів голосних нахмурених голосів, що може пояснити їхню порівняльну поширеність у релігійних традиціях мантр.
Однак у 2016 році були висловлені сумніви щодо достовірності цих висновків, коли серія реплікацій оригінального експерименту 1988 року, координованого Еріком-Яном Вагенмейкерсом і проведеного в 17 лабораторіях, не виявила систематичних ефектів мімічного зворотного зв'язку. Подальший аналіз Noah et al. визначили розбіжність у методі з оригінальним експериментом 1988 року як можливу причину відсутності систематичного ефекту в серії повторень.
Разом ряд методологічних питань, пов'язаних із гіпотезою мімічного зворотного зв'язку, здається, вирішуються на користь гіпотези Дарвіна. Помірний, але значний вплив мімічного зворотного зв'язку на емоції відкриває двері для нових досліджень «численних і невзаємно виключних правдоподібних механізмів» впливу тілесної активності на емоції. Метааналіз 138 досліджень 2019 року підтвердив невеликі, але серйозні ефекти.

## Дослідження з використанням ботулінічного токсину (ботоксу)

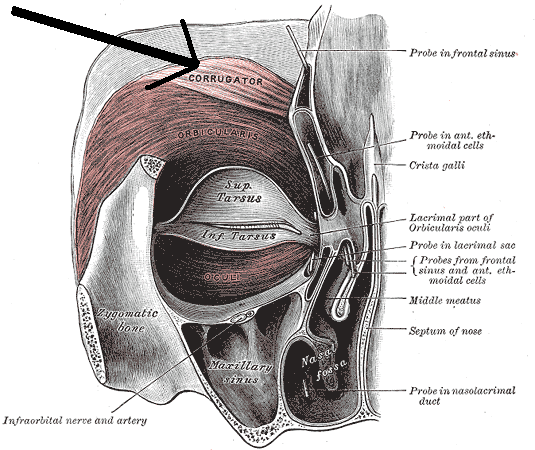
М'яз-зморщувач брови

Оскільки вирази обличчя включають як моторні (еферентні), так і сенсорні (аферентні) механізми, можливо, що ефекти, пов'язані з мімічним зворотним зв'язком, обумовлені виключно механізмами зворотного зв'язку, або механізмами прямого зв'язку, або деякою комбінацією обох. Нещодавно сильна експериментальна підтримка механізму мімічного зворотного зв'язку була забезпечена за допомогою ботулінічного токсину (широко відомого як ботокс) для тимчасового паралічу м'язів обличчя. Ботокс вибірково блокує мімічний зворотний зв'язок, блокуючи пресинаптичні рецептори ацетилхоліну в нервово-м'язовому з'єднанні. Таким чином, у той час як команди рухового впливу на лицьові м'язи залишаються незмінними, сенсорне сприйняття від екстрафузальних м'язових волокон і, можливо, інтрафузальних м'язових волокон, зменшується.
Кілька досліджень вивчали взаємозв'язок між ін'єкціями ботоксу та емоціями, і вони припускають, що токсин можна використовувати для лікування депресії. Подальші дослідження використовували експериментальний контроль, щоб перевірити гіпотезу про те, що ботокс впливає на аспекти емоційної обробки. Було припущено, що лікування м'язів носа зменшить здатність людини формувати реакцію огиди, яка може запропонувати зменшення симптомів, пов'язаних з обсесивно-компульсивним розладом.
У дослідженні функціональної нейровізуалізації Андреас Генненлоттер і його колеги попросили учасників виконати завдання з імітації виразу обличчя на фМРТ-сканері до та через два тижні після ін'єкцій ботоксу в М'яз-зморщувач брови, який використовується для нахмурення. Під час імітації сердитої міміки ботокс зменшував активацію ділянок мозку, пов'язаних з емоційною обробкою та емоційним переживанням (а саме, мигдалини та стовбура мозку), порівняно з активаціями до ін'єкції ботоксу. Ці результати показують, що мімічний зворотний зв'язок модулює нейронну обробку емоційного вмісту, і що ботокс змінює те, як людський мозок реагує на емоційні ситуації.
У дослідженні когнітивної обробки емоційного вмісту Девід Хавас і його колеги попросили учасників прочитати емоційні (злий, сумний, щасливий) речення до та через два тижні після ін'єкцій ботоксу в м'яз-зморщувач брів, який використовується для нахмурення. Час читання гнівних і сумних речень був довшим після ін'єкції ботоксу, ніж до ін'єкції, тоді як час читання радісних речень не змінився. Це відкриття показує, що параліч лицьових м'язів має вибірковий вплив на обробку емоційного вмісту. Це також демонструє, що косметичне використання ботоксу впливає на аспекти людського пізнання, а саме на розуміння мови.

## Розлади аутистичного спектру
Дослідження, проведене Маріель Стел, Клаудією ван ден Гейвел і Реймондом С. Смітсом показало, що гіпотеза мімічного зворотного зв'язку не діє для людей з розладами аутистичного спектру (РАС); тобто «індивіди з РАС не відчувають зворотного зв'язку від активованої міміки, як контрольна група».